# M.2

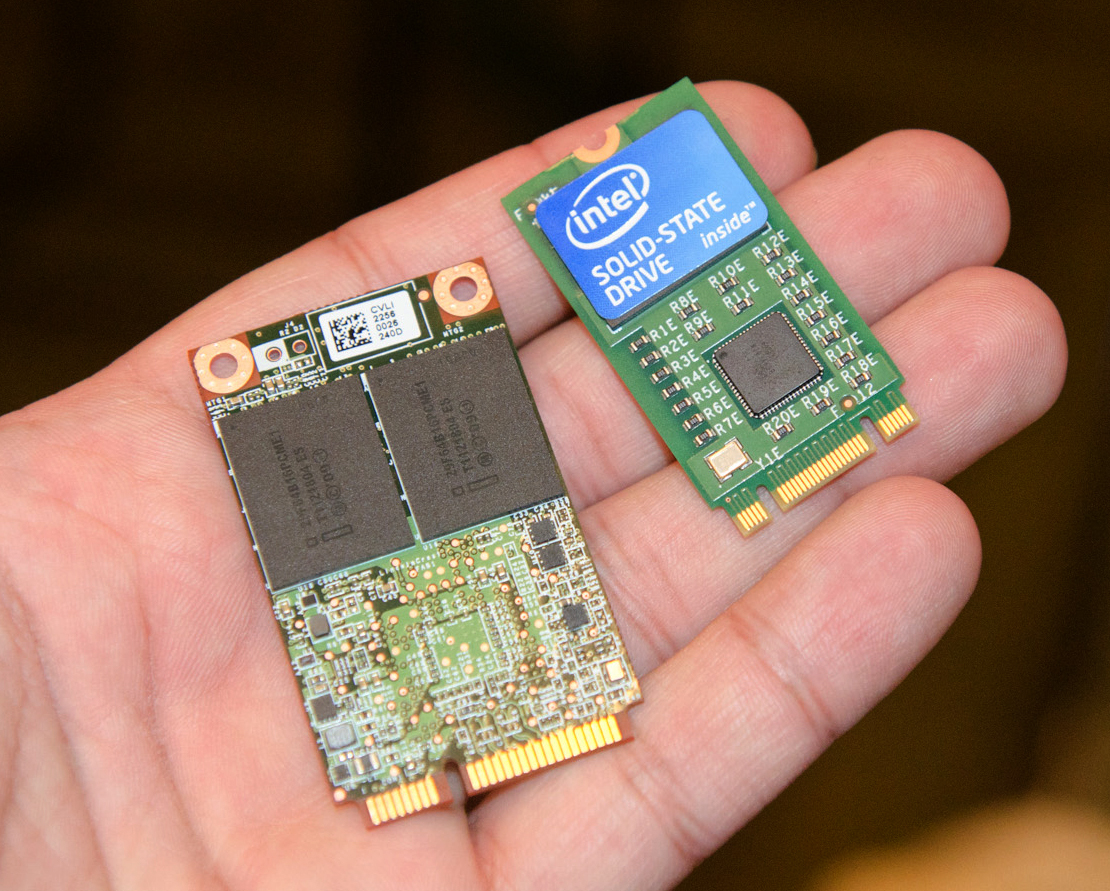
Comparación de un SSD tipo mSATA a la izquierda con uno M.2, 2242 SSD a la derecha.

M.2, y anteriormente conocido como NGFF (por las siglas en inglés Next Generation Form Factor o factor de forma de nueva generación), es una especificación para la ampliación con tarjetas de expansión interna de ordenadores y sus conectores asociados. Sustituye al estándar mSATA, que usa la ranura física PCI Express Mini Card y sus conexiones. Las especificaciones de M.2 son más flexibles, lo que permite diferentes longitudes y anchos de módulos, así como, unido a la disponibilidad de interfaces más avanzadas, hacen al estándar M.2 más idóneo que el mSATA para las unidades de estado sólido en general y para su uso en dispositivos más pequeños como ultrabooks o tableta en particular.
El método de intercambio de datos (la interfaz de datos) entre los dispositivos conectados a través de un puerto M.2 no es fijo, sino que puede variar entre PCI Express 5.0 (hasta cuatro líneas PCI Express), Serial ATA 3.0, y USB 3.0 (un puerto lógico individual por cada uno de los dos últimos). Está a merced del fabricante del dispositivo o del puerto M.2 elegir qué interfaces se soportarán, dependiendo del nivel deseado tanto de dispositivo como de receptor. El conector M.2 puede presentar distintas muescas de tecleo que denotan tanto diferentes capacidades como propósitos, evitando así el uso de módulos M.2 en dispositivos incompatibles.
Además de admitir herencia interfaz de controlador host avanzada (AHCI) a nivel de interfaz lógico, la especificación M.2 también soporta NVM Express (NVMe) como interfaz del dispositivo lógico de M.2 PCI Express para SSD. Al asegurar la retrocompatibilidad de AHCI a nivel de software con la herencia de dispositivos SATA y sistemas operativos, NVM Express se diseñó para aprovechar totalmente la velocidad de almacenamiento de los dispositivos PCI Express para admitir muchas operaciones I/O en paralelo.: 14 